# Chuẩn tinh Cỏ bốn lá
Chuẩn tinh Cỏ bốn lá hay H1413+117 hoặc tên khác là QSO J1415+1129 là tên của một chuẩn tinh có xảy ra hiện tượng thấu kính hấp dẫn.

## Chuẩn tinh
Các chất khí (đặc biệt là khí CO) được phát hiện nằm trong thiên hà chứa chuẩn tinh này. Điều này đã đưa ra bằng chứng rằng đó là các vật liệu hình thành nên các ngôi sao trên quy mô lớn vào thời kì đầu của vũ trụ. Nhờ vào sự mở rộng mạnh mẽ của thấu kính trọng lực một cách cận cảnh, chuẩn tinh này là một nguồn sáng nhất khi phát ra CO ở một giá trị dịch chuyển đỏ cao. Và nó cũng đã là một nguồn đầu tiên có giá trị dịch chuyển đỏ là z = 2,56 được phát hiện với sự phát ra HCN hoặc HCO+.
Hình ảnh của chuẩn tinh này lần đầu tiên được phát hiện vào năm 1984, nó xuất hiện là 4 chuẩn tinh. Vài năm sau là 1988, nó được xác định là một chuẩn tinh đơn chia thành 4 bức ảnh chứ không phải là 4 chuẩn tinh độc lập. Tia X từ nguyên tử sắt cũng được tăng lên, điều này liên quan đến tia X ở mức năng lượng thấp hơn. 

### Lỗ đen
Tia X sẽ được phóng đại hơn cả ánh sáng nếu chúng đến từ một vùng nhỏ hơn xung quanh vùng trung tâm của một lỗ đen siêu khối lượng của thấu kính trọng lực. Sự tăng lên của tia X từ nguyên tử sắt là cũng từ điều này mà ra. Theo như phân tích thì tia X phát ra từ một vùng rất nhỏ, kích thước bằng với hệ mặt trời của chúng ta.

## Dữ liệu hiện tại
Theo như quan sát, đây là chuẩn tinh nằm cách xa chúng ta khoảng 11 tỉ năm ánh sáng, và dưới đây là một số dữ liệu khác:
Xích kinh  14 h  15 m  46.27 s
Độ nghiêng +11°  29 ′  43.4 ″
Dịch chuyển đỏ (Redshift) 2,56
Cấp sao biểu kiến 17